# Verona Football Club 1993-1994

## Stagione
Nella stagione 1993-1994 l'Hellas Verona disputa il campionato cadetto guidata dal tecnico Bortolo Mutti, raccoglie 37 punti piazzandosi in dodicesima posizione. Trova due attaccanti che vanno in doppia cifra, Filippo Inzaghi marca 14 reti, una in Coppa Italia e 13 in campionato, e Claudio Lunini che segna 10 reti. Il girone di andata viene chiuso con 17 punti, due soli sopra la zona pericolosa, poi nel girone di ritorno si mette al riparo dai rischi. In Coppa Italia i gialloblù escono nel primo turno perdendo a Palermo (2-1).

## Divise e sponsor
Il fornitore ufficiale di materiale tecnico per la stagione 1993-1994 fu Uhlsport, mentre lo sponsor ufficiale fu il Pastificio Rana.
| Casa | Trasferta |

## Rosa
| N. |                   | Ruolo | Calciatore            |
| -- | ----------------- | ----- | --------------------- |
|    | Italia (bandiera) | P     | Attilio Gregori       |
|    | Italia (bandiera) | P     | Paolo Fabbri          |
|    | Italia (bandiera) | P     | Paolo Morlino         |
|    | Italia (bandiera) | D     | Walter Bianchi        |
|    | Italia (bandiera) | D     | Diego Caverzan        |
|    | Italia (bandiera) | D     | Vincenzo Esposito     |
|    | Italia (bandiera) | D     | Stefano Fattori       |
|    | Italia (bandiera) | D     | Alessandro Furlanetto |
|    | Italia (bandiera) | D     | Andrea Guerra         |
|    | Italia (bandiera) | D     | Gianluca Lamacchi     |
|    | Italia (bandiera) | D     | Christian Ottofaro    |
|    | Italia (bandiera) | D     | Celeste Pin           |
|    | Italia (bandiera) | D     | Gianluca Pessotto     |
|    | Italia (bandiera) | D     | Ferdinando Signorelli |

| N. |                   | Ruolo | Calciatore          |
| -- | ----------------- | ----- | ------------------- |
|    | Italia (bandiera) | C     | Giovanni Cefis      |
|    | Italia (bandiera) | C     | Massimo Ficcadenti  |
|    | Italia (bandiera) | C     | Fabrizio Fioretti   |
|    | Italia (bandiera) | C     | Alessandro Manetti  |
|    | Italia (bandiera) | C     | Paolo Piubelli      |
|    | Italia (bandiera) | C     | Alessandro Sturba   |
|    | Italia (bandiera) | C     | Damiano Tommasi     |
|    | Italia (bandiera) | A     | Vincenzo Garofalo   |
|    | Italia (bandiera) | A     | Filippo Inzaghi     |
|    | Italia (bandiera) | A     | Claudio Lunini      |
|    | Italia (bandiera) | A     | Davide Pellegrini   |
|    | Italia (bandiera) | A     | Lamberto Piovanelli |

## Risultati

### Campionato

#### Girone di andata
| Arbitro: | Chiesa (Milano) |

|            |           |            |
| Lunini 45’ | Marcatori | 65’ Caccia |

| Arbitro: | Arena (Ercolano) |

|                     |           |  |
| Sorbello 50’ (rig.) | Marcatori |  |

| Arbitro: | Quartuccio (Torre Annunziata) |

|                        |           |            |
| Lunini 37’ Inzaghi 71’ | Marcatori | 47’ Modica |

| Arbitro: | Rosica (Roma) |

|                             |           |            |
| Maini 18’ 51’ Cavaliere 79’ | Marcatori | 13’ Lunini |

| Arbitro: | Lana (Torino) |

|                              |           |  |
| Buoncammino 3’ Assennato 88’ | Marcatori |  |

| Arbitro: | Collina (Viareggio) |

|                  |           |  |
| Inzaghi 20’, 76’ | Marcatori |  |

| Arbitro: | Pellegrino (Barcellona Pozzo di Gotto) |

|  |           |                  |
|  | Marcatori | 21’, 55’ Inzaghi |

| Arbitro: | Pairetto (Torino) |

|                               |           |                     |
| L. Piovanelli 16’ Inzaghi 32’ | Marcatori | 48’ Monza 66’ Lemme |

| Arbitro: | Racalbuto (Gallarate) |

|            |           |  |
| Chiesa 18’ | Marcatori |  |

| Arbitro: | Treossi (Forlì) |

|  |           |                                           |
|  | Marcatori | 19’, 45’ Tovalieri 79’ Barone 90’ Alessio |

| Arbitro: | Braschi (Prato) |

|  |           |            |
|  | Marcatori | 54’ Guerra |

| Arbitro: | Franceschini (Bari) |

|                   |           |             |
| D. Pellegrini 41’ | Marcatori | 59’ Taccola |

| Arbitro: | Stafoggia (Pesaro) |

|           |           |            |
| Lerda 27’ | Marcatori | 51’ Lunini |

| Arbitro: | Tombolini (Ancona) |

|                          |           |                                   |
| Fioretti 14’, 71’ (rig.) | Marcatori | 53’ Dolcetti 81’ (rig.) Scarafoni |

| Verona 12 dicembre 1993 15ª giornata | Verona            | 0 – 0 referto | Fidelis Andria | Stadio Marcantonio Bentegodi\| Arbitro: \| Bonfrisco (Monza) \| |
| Arbitro:                             | Bonfrisco (Monza) |               |                |                                                                 |

| Arbitro: | Fucci (Salerno) |

|                                    |           |  |
| Zironelli 61’ Banchelli 84’ (rig.) | Marcatori |  |

| Verona 2 gennaio 1994 17ª giornata | Verona               | 0 – 0 referto | Vicenza | Stadio Marcantonio Bentegodi\| Arbitro: \| Trentalange (Torino) \| |
| Arbitro:                           | Trentalange (Torino) |               |         |                                                                    |

| Arbitro: | Franceschini (Bari) |

|                      |           |  |
| Lorenzini 56’ (rig.) | Marcatori |  |

| Arbitro: | Nepi (Viterbo) |

|                       |           |  |
| Ficcadenti 41’ (rig.) | Marcatori |  |

#### Girone di ritorno
| Arbitro: | Pacifici (Roma) |

|                        |           |                          |
| Agostini 3’ Caccia 14’ | Marcatori | 67’ Pessotto 83’ Inzaghi |

| Arbitro: | Bonfrisco (Monza) |

|                                     |           |                |
| Inzaghi 33’ Pessotto 64’ Lunini 79’ | Marcatori | 17’ A. Morello |

| Arbitro: | Boggi (Salerno) |

|                            |           |  |
| Gabrieli 36’ Galderisi 41’ | Marcatori |  |

| Arbitro: | Dinelli (Lucca) |

|                       |           |  |
| Ficcadenti 14’ (rig.) | Marcatori |  |

| Arbitro: | Borriello (Mantova) |

|            |           |                      |
| Lunini 41’ | Marcatori | 46’ (rig.) Battaglia |

| Arbitro: | Nicchi (Arezzo) |

|  |           |            |
|  | Marcatori | 78’ Lunini |

| Arbitro: | Stafoggia (Pesaro) |

|                       |           |           |
| Inzaghi 62’, 68’, 76’ | Marcatori | 85’ Mendy |

| Arbitro: | Dinelli (Lucca) |

|             |           |  |
| Marulla 29’ | Marcatori |  |

| Verona 27 marzo 1994 28ª giornata | Verona                | 0 – 0 referto | Modena | Stadio Marcantonio Bentegodi\| Arbitro: \| Racalbuto (Gallarate) \| |
| Arbitro:                          | Racalbuto (Gallarate) |               |        |                                                                     |

| Arbitro: | Bolognino (Milano) |

|                    |           |  |
| Tovalieri 30’, 58’ | Marcatori |  |

| Arbitro: | Rosica (Roma) |

|               |           |  |
| Lunini 5’, 7’ | Marcatori |  |

| Arbitro: | Tresossi (Forlì) |

|              |           |            |
| Pistella 65’ | Marcatori | 80’ Lunini |

| Verona 24 aprile 1994 32ª giornata | Verona          | 0 – 0 referto | Brescia | Stadio Marcantonio Bentegodi\| Arbitro: \| Braschi (Prato) \| |
| Arbitro:                           | Braschi (Prato) |               |         |                                                               |

| Arbitro: | Tombolini (Ancona) |

|           |           |                                    |
| Sussi 81’ | Marcatori | 86’ Pessotto 90’ (rig.) Ficcadenti |

| Arbitro: | Bonfrisco (Monza) |

|                             |           |                  |
| Ianuale 64’ (rig.) Ripa 84’ | Marcatori | 12’, 44’ Inzaghi |

| Verona 15 maggio 1994 35ª giornata | Verona          | 0 – 0 referto | Fiorentina | Stadio Marcantonio Bentegodi\| Arbitro: \| Pacifici (Roma) \| |
| Arbitro:                           | Pacifici (Roma) |               |            |                                                               |

| Arbitro: | Stfoggia (Pesaro) |

|                                            |           |  |
| Lopez 51’ (rig.), 63’ (rig.) Gasparini 88’ | Marcatori |  |

| Pisa 29 maggio 1994 37ª giornata | Verona          | 0 – 0 referto | Pisa | Stadio Marcantonio Bentegodi\| Arbitro: \| Boggi (Salerno) \| |
| Arbitro:                         | Boggi (Salerno) |               |      |                                                               |

| Arbitro: | Lana (Torino) |

|                                            |           |                                    |
| Fattori 6’ (aut.) M. Tacchi 70’ Billio 80’ | Marcatori | 37’ (rig.) Ficcadenti 51’ Fioretti |

### Coppa Italia
| Arbitro: | Brignoccoli (Ancona) |

|                                |           |             |
| Buoncammino 63’ Cammarieri 84’ | Marcatori | 59’ Inzaghi |

## I marcatori
- 13 Filippo Inzaghi
- 10 Claudio Lunini
- 4 Massimo Ficcadenti
- 3 Fabrizio Fioretti
- 3 Gianluca Pessotto
- 1 Andrea Guerra
- 1 Davide Pellegrini
- 1 Lamberto Piovanelli